# Nottingham Open 1997 - Qualificazioni singolare
Le qualificazioni del singolare del Nottingham Open 1997 sono state un torneo di tennis preliminare per accedere alla fase finale della manifestazione. I vincitori dell'ultimo turno sono entrati di diritto nel tabellone principale. In caso di ritiro di uno o più giocatori aventi diritto a questi sono subentrati i lucky loser, ossia i giocatori che hanno perso nell'ultimo turno ma che avevano una classifica più alta rispetto agli altri partecipanti che avevano comunque perso nel turno finale.
Le qualificazioni del torneo Nottingham Open 1997 prevedevano 32 partecipanti di cui 4 sono entrati nel tabellone principale.

## Teste di serie
1. Neville Godwin (secondo turno)
2. Marcos Ondruska (secondo turno)
3. Jérôme Golmard (secondo turno)
4. Daniel Nestor (Qualificato)

1. Marcelo Charpentier (primo turno)
2. Doug Flach (secondo turno)
3. Justin Gimelstob (Qualificato)
4. Nuno Marques (ultimo turno)

## Qualificati
1. Justin Gimelstob
2. Chris Wilkinson

1. Martin Lee
2. Daniel Nestor

## Tabellone

### Legenda
| - Q = Qualificato - WC = Wild card - LL = Lucky loser | - ALT = Alternate - SE = Special Exempt - PR = Protected Ranking | - w/o = Walkover - r = Ritirato - d = Squalificato |

### Sezione 1
|  | Primo turno      | Primo turno      | Primo turno      | Primo turno | Primo turno |  |  | Secondo turno | Secondo turno    | Secondo turno    | Secondo turno    | Secondo turno    |   |   | Ultimo turno | Ultimo turno | Ultimo turno | Ultimo turno | Ultimo turno |  |
|  |                  |                  |                  |             |             |  |  |               |                  |                  |                  |                  |   |   |              |              |              |              |              |  |
|  | 1                | Neville Godwin   | 7                | 1           | 7           |  |  |               |                  |                  |                  |                  |   |   |              |              |              |              |              |  |
|  |                  | Luke Milligan    | 6                | 6           | 5           |  |  | 1             | Neville Godwin   | 7                | 6                | 1                |   |   |              |              |              |              |              |  |
|  | Tom Spinks       | Tom Spinks       | Tom Spinks       | 6           | 6           |  |  |               | Tom Spinks       | 5                | 7                | 6                |   |   |              |              |              |              |              |  |
|  | Rob Givone       | Rob Givone       | Rob Givone       | 3           | 4           |  |  |               |                  |                  |                  |                  |   |   |              | Tom Spinks   | Tom Spinks   | 4            | 5            |  |
|  | Jamie Delgado    | Jamie Delgado    | 7                | 3           | 6           |  |  |               |                  | 7                | Justin Gimelstob | Justin Gimelstob | 6 | 7 |              |              |              |              |              |  |
|  | Michael Boulding | Michael Boulding | 5                | 6           | 2           |  |  |               | Jamie Delgado    | Jamie Delgado    | 5                | 2                |   |   |              |              |              |              |              |  |
|  | 7                | Justin Gimelstob | Justin Gimelstob | 6           | 6           |  |  | 7             | Justin Gimelstob | Justin Gimelstob | 7                | 6                |   |   |              |              |              |              |              |  |
|  |                  | Martín Rodríguez | Martín Rodríguez | 3           | 3           |  |  |               |                  |                  |                  |                  |   |   |              |              |              |              |              |  |

### Sezione 2
|  | Primo turno     | Primo turno     | Primo turno     | Primo turno | Primo turno |  |  | Secondo turno | Secondo turno   | Secondo turno   | Secondo turno | Secondo turno |   |   | Ultimo turno | Ultimo turno    | Ultimo turno | Ultimo turno | Ultimo turno |  |
|  |                 |                 |                 |             |             |  |  |               |                 |                 |               |               |   |   |              |                 |              |              |              |  |
|  | 2               | Marcos Ondruska | Marcos Ondruska | 6           | 6           |  |  |               |                 |                 |               |               |   |   |              |                 |              |              |              |  |
|  |                 | Colin Bennett   | Colin Bennett   | 3           | 4           |  |  | 2             | Marcos Ondruska | Marcos Ondruska | 4             | 4             |   |   |              |                 |              |              |              |  |
|  | Chris Wilkinson | Chris Wilkinson | Chris Wilkinson | 6           | 6           |  |  |               | Chris Wilkinson | Chris Wilkinson | 6             | 6             |   |   |              |                 |              |              |              |  |
|  | Andrew Foster   | Andrew Foster   | Andrew Foster   | 3           | 3           |  |  |               |                 |                 |               |               |   |   |              | Chris Wilkinson | 3            | 6            | 6            |  |
|  | Mark Petchey    | Mark Petchey    | Mark Petchey    | 7           | 7           |  |  |               |                 | 8               | Nuno Marques  | 6             | 1 | 3 |              |                 |              |              |              |  |
|  | Miles Maclagan  | Miles Maclagan  | Miles Maclagan  | 6           | 6           |  |  |               | Mark Petchey    | Mark Petchey    | 1             | 6             |   |   |              |                 |              |              |              |  |
|  | 8               | Nuno Marques    | 6               | 3           | 6           |  |  | 8             | Nuno Marques    | Nuno Marques    | 6             | 7             |   |   |              |                 |              |              |              |  |
|  |                 | Damien Roberts  | 1               | 6           | 3           |  |  |               |                 |                 |               |               |   |   |              |                 |              |              |              |  |

### Sezione 3
|  | Primo turno   | Primo turno         | Primo turno    | Primo turno | Primo turno |  |  | Secondo turno | Secondo turno  | Secondo turno | Secondo turno | Secondo turno |   |   | Ultimo turno | Ultimo turno | Ultimo turno | Ultimo turno | Ultimo turno |  |
|  |               |                     |                |             |             |  |  |               |                |               |               |               |   |   |              |              |              |              |              |  |
|  | 3             | Jérôme Golmard      | Jérôme Golmard | 6           | 6           |  |  |               |                |               |               |               |   |   |              |              |              |              |              |  |
|  |               | Iain Bates          | Iain Bates     | 2           | 4           |  |  | 3             | Jérôme Golmard | 6             | 3             | 4             |   |   |              |              |              |              |              |  |
|  | Martin Lee    | Martin Lee          | Martin Lee     | 7           | 6           |  |  |               | Martin Lee     | 1             | 6             | 6             |   |   |              |              |              |              |              |  |
|  | Grant Connell | Grant Connell       | Grant Connell  | 6           | 1           |  |  |               |                |               |               |               |   |   | Martin Lee   | Martin Lee   | 6            | 3            | 7            |  |
|  | Lorenzo Manta | Lorenzo Manta       | Lorenzo Manta  | 6           | 6           |  |  |               |                | Lorenzo Manta | Lorenzo Manta | 4             | 6 | 5 |              |              |              |              |              |  |
|  | Wade McGuire  | Wade McGuire        | Wade McGuire   | 1           | 3           |  |  | Lorenzo Manta | Lorenzo Manta  | 7             | 4             | 6             |   |   |              |              |              |              |              |  |
|  |               | Bobby Kokavec       | 7              | 2           | 6           |  |  | Bobby Kokavec | Bobby Kokavec  | 5             | 6             | 2             |   |   |              |              |              |              |              |  |
|  | 5             | Marcelo Charpentier | 6              | 6           | 2           |  |  |               |                |               |               |               |   |   |              |              |              |              |              |  |

### Sezione 4
|  | Primo turno        | Primo turno        | Primo turno       | Primo turno | Primo turno |  |  | Secondo turno | Secondo turno      | Secondo turno      | Secondo turno    | Secondo turno |   |   | Ultimo turno | Ultimo turno  | Ultimo turno | Ultimo turno | Ultimo turno |  |
|  |                    |                    |                   |             |             |  |  |               |                    |                    |                  |               |   |   |              |               |              |              |              |  |
|  | 4                  | Daniel Nestor      | Daniel Nestor     | 6           | 6           |  |  |               |                    |                    |                  |               |   |   |              |               |              |              |              |  |
|  |                    | James Davidson     | James Davidson    | 1           | 4           |  |  | 4             | Daniel Nestor      | Daniel Nestor      | 6                | 7             |   |   |              |               |              |              |              |  |
|  | Aleksandar Kitinov | Aleksandar Kitinov | 6                 | 6           | 7           |  |  |               | Aleksandar Kitinov | Aleksandar Kitinov | 3                | 6             |   |   |              |               |              |              |              |  |
|  | Piet Norval        | Piet Norval        | 7                 | 3           | 5           |  |  |               |                    |                    |                  |               |   |   | 4            | Daniel Nestor | 7            | 5            | 6            |  |
|  | Raviv Weidenfeld   | Raviv Weidenfeld   | Raviv Weidenfeld  | 6           | 6           |  |  |               |                    |                    | Raviv Weidenfeld | 5             | 7 | 4 |              |               |              |              |              |  |
|  | Tobias Hildebrand  | Tobias Hildebrand  | Tobias Hildebrand | 1           | 4           |  |  |               | Raviv Weidenfeld   | Raviv Weidenfeld   | 7                | 6             |   |   |              |               |              |              |              |  |
|  | 6                  | Doug Flach         | Doug Flach        | 6           | 6           |  |  | 6             | Doug Flach         | Doug Flach         | 6                | 3             |   |   |              |               |              |              |              |  |
|  |                    | Danny Sapsford     | Danny Sapsford    | 4           | 2           |  |  |               |                    |                    |                  |               |   |   |              |               |              |              |              |  |